# فرودگاه شیان وودانگشان
فرودگاه شیان وودانگشان (به انگلیسی: Shiyan Wudangshan Airport) یک فرودگاه همگانی است . این فرودگاه در کشور چین قرار دارد .